# Александрія (Великопольське воєводство)
Александрія (пол. Aleksandria) — село в Польщі, у гміні Бжезіни Каліського повіту Великопольського воєводства.
Населення — 546 осіб (2011).
У 1975-1998 роках село належало до Каліського воєводства.

## Демографія
Демографічна структура станом на 31 березня 2011 року:
|          | Загалом | Допрацездатний вік | Працездатний вік | Постпрацездатний вік |
| -------- | ------- | ------------------ | ---------------- | -------------------- |
| Чоловіки | 258     | 58                 | 175              | 25                   |
| Жінки    | 288     | 69                 | 154              | 65                   |
| Разом    | 546     | 127                | 329              | 90                   |